# Liste der Einträge im National Register of Historic Places im Scotland County (Missouri)

Lage des Scotland County in Missouri

Die Liste der Einträge im National Register of Historic Places im Scotland County in Missouri führt die Bauwerke und historischen Stätten im Scotland County auf, die in das National Register of Historic Places aufgenommen wurden.
| [ 3 ] | Name                                           | Bild          | Eintragsdatum        | Lage                                                           | Ort         | Beschreibung |
| ----- | ---------------------------------------------- | ------------- | -------------------- | -------------------------------------------------------------- | ----------- | ------------ |
| 1     | Bible Grove Consolidated District No. 5 School |               | 2000 ID-Nr. 00000441 | Südseite der Route T in Bible Grove 40° 21′ 4″ N, 92° 18′ 8″ W | Bible Grove |              |
| 2     | Downing House                                  | Downing House | 1979 ID-Nr. 79001396 | 311 South Main Street 40° 27′ 22″ N, 92° 10′ 15″ W             | Memphis     |              |